# Grizonek patagoński
Grizonek patagoński, grizon patagoński (Lyncodon patagonicus) – gatunek małego drapieżnego ssaka z rodziny łasicowatych zamieszkujący Amerykę Południową. Zamieszkuje pampy zachodniej Argentyny i części Chile.

## Systematyka
Takson ten jest jedynym przedstawicielem rodzaju Lyncodon Gervais, 1845.

### Podgatunki
Wyróżniono dwa podgatunki L. patagonicus:
- L. patagonicus patagonicus
- L. patagonicus thomasi

## Status i ochrona
Zgodnie z czerwoną księgą IUCN do 1996 gatunek ten uznawano za gatunek najmniejszej troski, dziś oznaczony jest statusem Data Deficient ((ang.) brak danych).